# Jimmy Woode
Jimmy Woode (23. září 1926 – 23. dubna 2005) byl americký jazzový kontrabasista. Studoval hru na klavír a kontrabas na Bostonské univerzitě. Roku 1955 se stal členem orchestru Duka Ellingtona, odkud odešel o pět let později. Právě v roce 1960 se usadil v Evropě, kde se roku 1961 stal členem big bandu Kennyho Clarkea a Francyho Bolanda. Během své kariéry spolupracoval s mnoha dalšími hudebníky, mezi které patří Ted Curson, Eddie „Lockjaw“ Davis, Johnny Griffin, Clark Terry, Sahib Shihab nebo Eric Dolphy. Zemřel na pooperační problémy po operaci žaludku.